# قوش کهنه
قوش کهنه، از روستاهای شهرستان سرخس در استان خراسان رضوی است و در جنوب شهرسرخس و در حاشیه رودخانه تجن واقع شده است. این روستا را سیستانی‌های که از سیستان مهاجرت کرده‌اند بعد از قوش علیجان تأسیس نموده‌اند.
اکثر سیستانی‌ها از طایفه دلارامی می‌باشند و تعداد کمی نیز از عرب‌های قوش خزائی در این روستا ساکن هستند و شغل آنها کشاورزی و دامداری است.
قدمت قوش کهنه حدود ۹۰ سال است.
بر اساس سرشماری سال ۱۳۸۵ جمعیت آن ۱۳۴ خانوار و ۵۸۸ نفر
است.